# Kemotaxis
A kemotaxis a taxisok egy formája; az a jelenség melyben a környezet kémiai összetevői testi és ivarsejtek, baktériumok és egyéb egysejtűek, valamint többsejtű szervezetek egyes sejtjeinek mozgását váltják ki. Baktériumok és más egysejtűek esetében fontos a tápanyagok fellelésében, megközelítésében (pl. glükóz), amikor e táplálékmolekulák növekvő koncentrációja irányában úsznak/mozognak a sejtek, illetve a mérgező anyagoktól való eltávolodás/menekülés során (pl. fenol). Soksejtű szervezetek fejlődési folyamataiban a kemotaxis meghatározó jelentőségű mind a megtermékenyítés (a spermium ezzel a mechanizmussal közelíti meg a petesejtet), mind a későbbi folyamatok (ld. sejtek, sejtcsoportok vándorlása) alatt. Állatokban a kemotaxist kivitelező és szabályozó folyamatok egyensúlyának megbomlása figyelhető meg a tumorok áttétképzése során.
Pozitív a kemotaxis, ha a kemikália növekvő koncentrációgradiensének irányába történik a mozgás, negatív ha ezzel ellentétes irányú.

## A kemotaxis kutatásának története
A sejtek migrációjának megfigyelését már a fénymikroszkóp felfedezésének korai időszakából eredeztethetjük (van Leeuwenhoek), a kemotaxis tudományos értékű első leírását T.W. Engelmann (1881) és W.F. Pfeffer (1884) adta baktériumokra, míg H.S. Jennings (1906) eukarióta csillósok esetében tett hasonló megfigyeléséket. A Nobel díjas I. Mecsnyikov a fagocitózis első lépésének leírójaként járult hozzá a kérdés kutatásához. Az 1930-as évekre a kemotaxis biológiai és kórtani/klinikai jelentősége széles körben elfogadottá vált. A jelenség legalapvetőbb definícióinak megfogalmazása szintén erre az időre tehető. A kemotaxis mérésére szolgáló ún. kemotaxis assay-k legfontosabb minőségi követelményeit leíró meghatározásokat az 1950-es évek során H. Harris alkotta meg. A modern sejtbiológia és biokémia forradalmának 1960-as és 1970-es évei új technikák sorát hozták, melyek segítségével a migráló sejtek és azok elmozdulásért felelős szubcelluláris elemei egyaránt jól vizsgálhatókká váltak. J. Adler úttörő munkássága fordulópontot jelentett a baktériumok kemotaxisát kiváltó és kísérő intracelluláris jeltovábbító mechanizmusok megértésében.
2006. november 3-án Dr. Dennis Bray, a Cambridge University tanára a Microsoft European Science Award kitüntetésében részesült az E. coli kemotaxisának vizsgálatai terén végzett munkája elismeréséül.

## A kemotaxis szignalizációjának törzsfejlődése
A kemotaxis egyike a legalapvetőbb sejtélettani jelenségeknek. A környezetben található és a sejt számára káros vagy kedvező hatású anyagok felismerésére képes receptorok kifejlődése már a törzsfejlődés igen korai szakaszában, az egysejtűek számára is a túlélés egyik alapfeltételét jelentette. A kemotaxis Tetrahymena pyriformis, eukarióta protozoonon végzett vizsgálati adatai és az aminosavak őslevesben történő megjelenésének sorrendje (ún. konszenzus szekvencia) között végzett összehasonlító vizsgálatok arra utalnak, hogy szoros egyezés lehetett e viszonylag egyszerű szerves molekulák kemotaktikus jellege és Földön történt megjelenésük sorrendje között. Ennek alapján a legkorábban megjelenő aminosavak kemoattraktánsok lehettek (pl. Gly, Glu, Pro), míg a legkésőbb megjelenők közé az erős kemorepellens aminosavak (pl. Tyr, Trp, Phe) tartoztak.

## Baktériumok kemotaxisa
Egyes baktériumok (pl. E. coli) mozgását a sejt felszínéből kitüremkedő számos (4-10) ostor (flagellum) teszi lehetővé. E képletek rotációra képesek és ennek iránya meghatározza a sejt mozgásformáját is:
1. Az óramutató járásával ellentétes (CCW) rotáció a flagellumokat egy csoportba rendezi és a sejt egyenes irányú úszását okozza.
2. Az óramutató járásával megegyező irányú rotáció (CW) a flagellumok által alkotott köteg felbomlását okozza, minden egyes flagellum más-más irányba mutat, és ezáltal a sejt egyhelyben járó, bukdácsoló mozgását okozza.

Az ostor rotációjának irányát az ábra a sejten kívülről, felülről szemlélve mutatja.

### Úszásmódok
A baktériumok mozgása egyenes vonalú úszási és bukdácsoló (ún. tumbling) fázisok váltakozásából áll össze. Ha homogén környezeti feltételek között vizsgáljuk a baktérium mozgását, a véletlenszerűen váltakozó egyenes vonalú úszások és az úszás irányát megváltoztató bukdácsolások sorozatából áll. Az E. coli és a hozzá hasonló baktériumok képtelenek az úszási irány előre történő eldöntésére, mint ahogyan arra sem képesek, hogy néhány másodpercnél hosszabb, egyenes szakaszokat tegyenek meg reorientációs rotáció nélkül. Másképp fogalmazva, a baktériumok „elfelejtik” az eredeti úszási irányt. A mozgást behatároló ezen tényezőket is figyelembe véve igen nagy eredménynek tekinthető az, hogy a baktériumok képesek mozgásuk eredőjét a nagy koncentrációjú, számukra kedvező attraktáns (rendszerint táplálék) irányába fordítani, illetve képesek elkerülni a repellens hatású (rendszerint mérgező) anyagokat.
A baktériumok kemotaxisukat a kémiai anyag által kialakított gradiens jelenlétében alakítják ki, illetve egész mozgásállapotuk e gradiens(ek) jelenléte határozza meg. Ha egy baktérium érzékeli, hogy mozgása megfelelő irányba történik (attraktáns felé vagy repellenstől eltávolodva) bukdácsoló fázisok közbeiktatása nélkül tartja fenn egyenes vonalú mozgását. Amennyiben rossz irányba mozog a sejt, az hamarosan bukdácsolást okoz, mely lehetővé teszi egy véletlenszerűen választott új úszási irány kiválasztását. Az E.coli és hasonló egyéb baktériumok tehát egy átmeneti érzékelés segítségével értékelik közeli életterük kedvező vagy éppen hátrányos voltát. Így lehetőségük van arra, hogy az attraktáns számukra kedvező legmagasabb koncentrációját viszonylag nagy pontossággal megtalálják (rendszerint ez az attraktáns forrása). Azonban még igen nagy koncentrációk esetén is képesek e sejtek viszonylag kis koncentrációkülönbségek érzékelésére. A repellensektől való eltávolodás során hasonló érzékenység figyelhető meg.
A fentiekben leírt, „céltudatos” véletlenszerű mozgás két mozgási elem – egyenes úszás és bukdácsolás – közötti sorozatos választások eredménye. A baktérium kemotaktikus válaszai a központi idegrendszerrel rendelkező és a beérkező érző impulzusokat elemezni képes, magasabb rendűek döntéshozatali képességére emlékeztet.
A baktérium ostorának helikális felépítése a fent leírt mozgás kialakításában fontos szerepet játszik. Az ostort felépítő flagellin nevű fehérje az összes ostorral bíró baktériumban közel azonosnak mondható. A gerincesek egyik immunreceptora (TLR5) kifejezetten e konzervált protein felismerésére képes.
Mint a biológia számos egyéb területéhez hasonlóan, akadnak olyan baktériumok is, melyek nem követik a fent leírt mozgási mechanizmust. Számos baktérium, mint például a Vibrio-k, a sejt egyik pólusán elhelyezkedő egyetlen ostorral mozognak. Ezek kemotaxisának módja eltérő. Más sejtek egyetlen ostora a sejtfal és a sejtmembrán közötti térben található. Ezek a baktériumok az egész sejt megcsavarása révén mozognak, ilyenkor a mozgás vonala dugóhúzószerű.

### Szignáltranszdukció
A jelmolekulák által kialakított koncentrációgradienseket a baktériumok több komponensű, metilcsoportok kötésére képes elemeket tartalmazó (ld. methyl accepting protein – MCP) transzmembrán receptorok segítségével érzékelik, melyek a jelmolekula típusától függően is eltérőek. E receptorok az attraktánsokat és repellenseket közvetlen vagy közvetett módon kötik. Utóbbi esetben a periplazmatikus térben elhelyezkedő, egyes jelmolekula típusonként eltérő proteinekhez kötődnek először, majd az így kialakult komplexek kapcsolódnak a receptorhoz. A receptorokon kialakuló jelek a plazmamembránon keresztül adódva jutnak a citoszolba, ahol a kemotaxis proteineknek nevezett, Che proteinek lánca aktiválódik. E Che proteinek hatnak a receptor szerkezetére is, de fő hatásuk a bukdácsoló fázisok gyakoriságának változása.

#### Az ostor működésének szabályozása
A receptor intracelluláris szignáltovábbító részéhez az alapaktivitási fázisban CheA és CheW proteinek kapcsolódnak. Egy külső jelmolekula receptorhoz történő kapcsolódása a receptor konzervált hisztidin komponensének autofoszforilációját eredményezi, melyet a ChA, mint hisztidin kináz végez. A következő lépésben a ChA e foszfátcsoportja átkerül két szabályozó fehérje, a CheB és CheY proteinek aszparaginsav komponensére. A ChA, mint hisztidin-kináz maga nem végez foszfátcsoport áthelyezést, hanem a CheB fehérje katalizálja a foszfátcsoport átvételét CheA-ról. A jeltovábbításnak ezt a baktériumok esetében általánosan előforduló szakaszát „két komponensű rendszernek” nevezzük. A CheY foszforilált formája az ostor bazális részénél elhelyezkedő FliM nevű kapcsoló fehérjére hatva idézi elő a sejt bukdácsoló mozgását (ld. tumbling) azáltal, hogy az ostor óramutató járásával ellentétes rotációja óramutató járásával azonos irányú forgásra vált. Egyetlen ostor rotáció irányának megváltozása az egész ostorköteg mozgására kihat, és a sejt bukdácsoló mozgását eredményezheti.

#### Receptor szintű szabályozás
A ChA által aktivált ChB metiltranszferázként működik és a receptor citoszol felé eső részén található glutamilsavakhoz kapcsolódó metilcsoportok eltávolítása a feladata. A metiltranszferáz ChR antagonista módon hat, s éppen metilcsoportokat képes a fent említett glutamilsavakhoz kapcsolni. A receptor érzékenysége annál nagyobb, minél több metilcsoport kötődik hozzá. A rendszer környezetében lévő kémiai jelekhez való folyamatos hangolása a receptorok jelmolekula hatására bekövetkező, visszacsatoláson alapuló demetilációján át valósul meg. Ennek eredménye, hogy még igen szélsőséges koncentrációk kicsi változásai is jól érzékelhetők a baktérium számára. A fenti rendszer egyben lehetővé teszi a baktériumnak, hogy „emlékezzen” a mozgása közben éppen elhagyott koncentrációkra és sorozatosan összehasonlítva őket „megtudja”, hogy növekvő vagy csökkenő koncentrációgradiens irányában halad-e. Mindezek ellenére, maga a baktérium metilációs rendszere nem elegendő a koncentrációgradiens széles spektrumú érzékelésére, azonban a hozzá kapcsolódó szabályozó mechanizmusok, mint a receptor clustering és a receptorok közötti kölcsönhatások szintén modulálhatják a szignalizációs folyamatsort.

## Eukarióták kemotaxisa
Az eukarióta sejtek kemotaxisának mechanizmusa alapjaiban tér el a baktériumokétól, habár az egyes anyagok koncentrációgradiensének érzékelése itt is alapvető fontosságú. Méretükből adódóan a prokarióták nem képesek hatásos koncentrációgradiens érzékelésére a sejt két pólusa között, ezért folyamatos úszásukkal (egyenes vonalú és bukdácsoló mozgási fázisok váltakozása) mintegy letapogatják környezetüket, és ezt értékelik ki. A prokariótákkal ellentétben az eukarióták mérete már lehetőséget ad a koncentrációgradiens hatásos érzékelésére, amely receptoraik polarizált és dinamikusan változó eloszlásának köszönhető. E receptorok kemoattraktánsok vagy kemorepellensek általi indukciója okozza a kemotaktikus hatású anyag irányába történő, illetve attól eltávolodó migrációt.
Az eukarióta receptorok, intracelluláris szignáltovábbító utak és az effektor mechanizmusok is eltérőek a baktériumokban leírtaktól. Az eukarióta egysejtűekben a kemotaxis kivitelezése amőboid mozgással vagy csilló, illetve azzal szerkezeti homológiát mutató ostor segítségével történik (ld. Amőba vagy Tetrahymena). Magasabb rendűek egyes sejtjei, mint például az immunvédekezésben részt vevő számos sejt (pl. granulocita, monocita, limfocita), szintén kemotaxissal jut el működése helyszínére. Az immunkompetens sejtek mellett a sejtek nagy csoportja – melyekről korábban azt feltételezték, hogy a szöveti térben szinte mozdulatlanul állnak -, bizonyos élettani (pl. hízósejt, fibroblaszt, endotél sejt) vagy kórtani állapotokban (pl. tumorok áttétképzése) szintén változtathatják helyüket. A kemotaxis nagy jelentőségű az egyedfejlődés korai szakaszában is, ekkor az egyes csíralemezek sejtjeinek helyváltoztatása a különböző fejlődési szakaszokra specifikus szignálmolekulák koncentrációgradiense által irányított.

### Motilitás
A baktériumok kemotaxisától eltérően, az eukarióta sejtek kemotaxisának szignalizációs háttere még több ponton nem tisztázott. Ismertek olyan mechanizmusok, melyek a külső térben oldott kémiai anyag koncentrációgradiensének érzékelését az intracelluláris PIP3 gradiens változásaira viszik át. Ennek következménye egy intracelluláris szignalizációs folyamatsor beindulása, amely az aktin filamentumok polimerizációjához vezet. A növekedő aktin filamentumok disztális végpontjai különböző fehérjék (ld. profillin, miozin) segítségével a sejtfelszínt borító membrán belső felszínével alakítanak ki kapcsolatokat, és a membránra kifejtett nyomás révén állábak képződését segítik elő. Az eukarióták csillói főleg Ca2+-függő szignalizációs utak indukciójával, a bazális testek által kiváltott és szinkronizált, valamint a 9×2+2 elrendeződésű mikrotubulusok által kivitelezett csilló-csapás révén vehetnek részt a kemotaxisban. Az e területhez tartozó szignalizációs utak egyes részletei szintén nem teljesen ismertek.

#### A kemotaxis alapú és egyéb migrációs jelenségek
Bár a kemotaxis a sejtek mozgásjelenségei közül a leggyakrabban vizsgált forma, sejtes szinten számos egyéb migrációs típust is megkülönböztetünk.
- A kemokinézist szintén a sejtek környezetében oldott állapotban található molekulák váltják ki, azonban a válasz nem vektoriális jellegű, iránya alapján véletlenszerű taxis. Ebben az esetben sem a mozgás amplitúdója, sem a frekvenciája nem utal két pont közötti irányított mozgásra, inkább a környezet általános, sejt mozgása általi letapogatására utal.
- A haptotaxis esetében a kemoattraktáns molekulák egy felszínhez kötöttek vagy azon expresszálódnak, ellentétben a kemotaxis klasszikus megjelenésével, amikor a gradiens a folyadéktérben alakul ki. A biológiai szempontból legfontosabb haptotaktikus felszín az extracelluláris matrix (ECM); az így kötött ligandok felelősek az érfalon keresztül történő ún. transzendoteliális migráció kialakulásáért, és az új erek képződésében (angiogenezis) is jelentős szerepet töltenek be.
- A nekrotaxis a kemotaxisnak igen speciális formája, mivel ebben az esetben a kemoattraktáns molekulák elhalt (nekrotikus vagy apoptotikus) sejtekből szabadulnak fel. A nekrotaxis kórtani jelentőségét fokozza, hogy sejtekből kijutott anyagok kémiai természetüktől függően a környező sejtekre vonzó vagy taszító hatásúak egyaránt lehetnek.

### Receptorok
Az eukarióta sejtek többsége a kemotaktikus hatású jeleket a felszíni membrán heterotrimer G proteinhez kötött, 7-hurkú (szerpentin) transzmembrán receptorai segítségével érzékeli. A fenti nagy, sok tagból álló receptor osztály a genomban is jelentős reprezentációval bír. A gén szupercsalád egyes tagjai a látásban fontosak (ld. rhodopszinok) mások a szaglásban fontosak. A professzionális kemotaxis receptorok fő osztályainak ligandjai a formil peptidek – formil peptid receptorok (FPR); kemokinek – kemokin receptorok (CCR vagy CXCR) és leukotriének – leukotrién receptorok (BLT). Fentiek mellett azonban a membránban elhelyezkedő egyéb receptorok széles skálája (pl. aminosavak, inzulin, vazoaktív peptidek) képes a sejt migrációját szintén kiváltani.

#### Kemotaktikus szelekció
Míg egyes kemotaxis receptorok sejtmembránban való expresszálódása azok genetikai szinten való meghatározottsága miatt tartós ("long-term") jellegű, más kemotaxis receptorokra rövid távú ("short-term") dinamika jellemző, mivel ezek csak a kemotaktikus ligand jelenlétében, ad hoc jelleggel állnak össze elemeikből működőképes receptorokká. A kemotaxis receptorok és ligandjaik eltérő tulajdonságai lehetőséget adnak arra, hogy egyszerű kemotaxis assay-k segítségével az eltérő válaszkészségű sejteket szelektáljuk. A kemotaktikus szelekció lehetőséget nyújt arra is, hogy egy még nem jellemzett molekula esetében meghatározzuk, hogy az a tartós vagy a rövid távú szignalizációs útvonalon át hat. A kemotaktikus szelekció meghatározás egyben annak a technikának is a neve, mellyel eukarióta vagy prokarióta sejtek szelekciója történik a szelektáló ligand(ok) iránt mutatott kemotaktikus válaszkészségük alapján.

### Kemotaktikus ligandok
A kemotaktikus válaszok kiváltására képes molekulák száma viszonylag nagy, köztük elsődleges és másodlagos kemotaktikus hatású molekulákat különböztethetünk meg. Az elsődleges ligandok fő csoportjai a következők:
- Formil-peptidek: bakteriális eredetű di-, tri- és tetrapeptidek (erre utal a molekulák N terminálisán található formilcsoport). A bektériumok ezeket a molekulákat in vivo bocsátják a környezetbe vagy a sejtek szétesését szabadulnak fel. A csoport legjellemzőbb tagja az N-formil-metionil-leucil-fenilalanin (szakirodalomban fMLF vagy fMLP). A bakteriális eredetű fMLF a gyulladásos reakciók egyik kulcsfontosságú eleme, mely erős kemotaktikus hatást fejt ki a neutrofil granulocitákra és monocitákra.
- A komplement 3a (C3a) és komplement 5a (C5a) a komplement aktiválódási sor köztitermékei. Szintézisük, illetve aktiválódásuk három útvonal (klasszikus, lektin-függő és alternatív) kereszteződési pontjában, egy konvertáz enzim segítségével történik. E termékek fő célsejtjei a neutrofil granulociták és monociták.
- A kemokinek a citokinek egy speciális csoportját képezik. Egyes osztályaik (C, CC, CXC, CX3C kemokinek) nem csupán diszulfid hidak speciális elrendeződése révén kialakult, szerkezetileg rokon molekulákat jeleznek, de célsejtjeikben is eltérnek. A CC kemokinek (pl. RANTES) főleg monocitákra hatnak, a CXC kemokinek (pl. IL-8) neutrofil granulocita specifikusak.

A kemokinek térbeli szerkezetének vizsgálatai bizonyították, hogy a béta lemezek és egy alfa helikális struktúra karakterisztikus összetétele is hozzájárul a specifitást meghatározó szekvenciák és a kemokin receptor kölcsönhatásához. Krisztallográfiás vizsgálatok bizonyították a ligandok dimerképzését és azok fokozott biológiai aktivitását több kemokin esetében is (pl. IL-8).
- A leukotriének az eikozanoidok csoportjába tartoznak. Fontos lipid mediátorok, az arachidonsav lebomlási útvonal 5-lipoxigenáz által katalizált termékei. A kemotaxis szempontjából legfontosabb tag a leukotrién B4 (LTB4), amely adhéziót, kemotaxist és fehérvérsejtek aggregációját is okozza. Kemoattraktáns hatását az LTB4 G-proteinekhez kapcsolt 7-hurkú transzmembrán leukotrién receptorokon keresztül fejti ki, melyek száma fokozódik gyulladásos és allergiás állapotokban.

#### Kemotaktikus range fitting (CRF)
A ligand-receptor kölcsönhatásokon alapuló kemotaktikus válaszok között általában az optimálisan ható ligand koncentráció(k) alapján teszünk különbséget. Mindazonáltal a kiváltott válaszok amplitúdója és a válaszadó sejtek összes vizsgált sejtre vonatkoztatott aránya közötti összefüggés jellemző lehet a vizsgált kemotaktikus szignalizációra. Egyes ligand-csoportok vizsgálata (pl. aminosavak, oligopeptidek) azt bizonyította, hogy a fentiekben leírt tulajdonságok (válaszok amplitúdója, válaszképes sejtek száma) és a kemotaktikus aktivitás általánosan vett jellemzői (attraktáns, repellens) között egyezés található: a kemoattraktáns anyagokra a sejtek válaszadása széles, míg a kemorepellens anyagokra a reagáló sejtek válaszai keskeny amplitúdóval írható le.

## Klinikai jelentőség
A sejtek megváltozott migrációs képessége viszonylag nagy fontossággal bír számos klinikai tünet és betegség kialakulásában. Extracellulárisan (pl. Escherichia coli) vagy intracellulárisan (pl. Listeria monocytogenes) ható kórokozók megváltozott kemotaktikus aktivitásai maga fontos klinikai célpontnak számít. E mikroorganizmusok endogén kemotaktikus hatásának gyógyszerekkel történő módosítása csökkentheti vagy gátolhatja is a fertőzéseket vagy a fertőző betegségek terjedését. A fertőző betegségek mellett több olyan betegséget ismerünk, amelyben a kemotaktikus válaszkészség csökkent foka elsőrendű etiológiai tényezőnek tekinthető, mint például a Chediak–Higashi-szindrómában, ahol az intracellulárisan elhelyezkedő és a normális méretet lényegesen meghaladó nagyságú vezikulumok gátolják a sejtek mozgását.
| Betegség típusa         | Fokozott Ktx. | Csökkent Ktx.                                                                  |
| ----------------------- | --- | ------------------------------------------------------------------------------ |
| Fertőző betegségek      | gyulladások | AIDS, Brucellózis                                                              |
| Ktx. a betegség okozója | - | Chediak–Higashi-szindróma, Kartagener-szindróma                                |
| Ktx. is érintett        | érelmeszesedés (ateroszklerózis), artritisz, parodontitisz, pszoriázis, reperfúziós szindróma, tumorok áttétképzése | szklerózis multiplex, Hodgkin-kór, férfiak megtermékenyítő képességének zavara |
| Mérgezések              | azbeszt, benzopirén                                                                                                 | higany és króm sói, ózon (O3)                                                  |

## Tudományos publikációk
A sejtek migrációjának kutatása a klasszikus és a modern technikák egymást kiegészítő alkalmazását igényli, s egyben lehetőséget nyújt arra, hogy e kutatási terület mind az alapkutatás, mind az alkalmazott kutatás terén számos értékes adattal szolgáljon. Ennek köszönhető, hogy az elmúlt 20-25 év során nem csupán a kemotaxissal magával mint jelenséggel foglalkozó publikációk száma nőtt meg, de számos genetikai, biokémiai, sejtélettani, kórtani és klinikai tárgykörbe tartozó publikáció értékes része a sejtek migrációjáról vagy éppen kemotaxisáról adatokat szolgáltató fejezet.
A migráció kutatás publikációs aktivitásának érdekessége, hogy a sejtek számos helyváltoztató mozgását (ld. termotaxis, geotaxis, fototaxis stb.) vizsgáló munka közül kiemelkedő a kemotaxist vizsgálók száma, mely e migrációtípus biológiai és orvosi szempontból betöltött különös fontosságára utal.

## A kemotaxis mérése
A sejtek kemotaktikus aktivitásának meghatárázásához vagy egyes ligandok kemoattraktáns vagy kemorepellens voltának megállapításához a technikák széles skálája áll rendelkezésre. A mérések alapkövetelményeit a következőkben foglalhatjuk össze:
- a koncentraciógradiens viszonylag gyorsan alakuljon ki, és hosszú ideig maradjon meg az adott rendszerben
- megkülönböztethető legyen a sejtek kemotaktikus és kemokinetikus aktivitása
- a koncentrációgradiens által kijelölt tengely mentén a sejtek elmozdulása a vizsgálat folyamán mindvégig szabad legyen
- a mért válaszok (sejtszám) a sejtek aktív migrációjának következtében alakuljanak ki

Annak ellenére, hogy mindezidáig a fentiekben összegzett kritériumoknak teljes mértékben megfelelő kemotaxis assay-t még nem sikerült kifejleszteni, számos olyan eljárás, illetve készülék van, melyek jó egyezést mutatnak a fentiekben vázolt követelményekkel. Ezek közül a leggyakrabban alkalmazottak a következők:
- Agar-lemezes assay-k

(pl. PP-kamra)
- Két-kamrás technikák

(pl. Boyden-kamra, Zidmond-kamra, Dunn-kamra, sokkamrás assay-k, kapilláris assay-k)
- Egyebek

(pl. T-maze technika, opaleszcencia mérésen alapuló mérés, sejtorientáció analízis)
Egy sejt fizikai elmozdulása számos sejtes komponens jelenlétét igényli (ld. motorfehérjék, számos enzim) nem is beszélve az alakváltoztató képességéről a sejtnek, mely a felszínhez való kitapadás révén segíti az előbbre jutást. Az alkalmazott technikák esetében a módszer fenti komponensekre specifikus jellegének szem előtt tartása mellett alapvető fontosságú annak tisztázása, hogy a rendszer kemotaxis vagy kemokinezis mérésére képes-e, valamint, hogy a sejtek a folyadéktérben oldott ligand (kemotaxis) vagy a felszínhez kötött molekulák (haptotaxis) hatására mozdulnak-e el.

## Függelék
1. ↑  Julius Adler and Wung-Wai Tso (1974). „Decision-Making in Bacteria: Chemotactic Response of Escherichia Coli to Conflicting Stimuli”. Science 184, 1292–4. o.
2. ↑  http://research.microsoft.com/displayArticle.aspx?id=1572 Hozzáférés ideje: November 6, 2006
3. ↑  http://news.bbc.co.uk/2/hi/science/nature/6113522.stm Hozzáférés ideje: November 6, 2006
4. ↑  The 'Optimal' Chemotactic Ligand - Amino acids Archiválva 2008. szeptember 29-i dátummal a Wayback Machine-ben Hozzáférés ideje: February 3, 2008
5. ↑  Howard C. Berg (2003). „E. coli in motion”. Springer-Verlag, NY. ISBN 0-387-00888-8.
6. ↑  Kohidai L and Csaba G (1988). „Chemotaxis and chemotactic selection induced with cytokines (IL-8, RANTES and TNF alpha) in the unicellular Tetrahymena pyriformis.”. Cytokine 10, 481–6. o.

## Külső hivatkozások
- Chemotaxis Archiválva 2014. július 30-i dátummal a Wayback Machine-ben
- Cell Migration Gateway
- Global Existence for Chemotaxis with Finite Sampling Radius
- Bacterial Chemotaxis Depends on a Two-Component Signaling Pathway Activated by Histidine-Kinase-associated Receptors, Molecular Biology of the Cell 4th Edition © 2002 by Bruce Alberts, Alexander Johnson, Julian Lewis, Martin Raff, Keith Roberts, and Peter Walter.
- Figure 15-69. The two-component signaling pathway that enables chemotaxis receptors to control the flagellar motor during bacterial chemotaxis, Molecular Biology of the Cell 4th Edition © 2002 by Bruce Alberts, Alexander Johnson, Julian Lewis, Martin Raff, Keith Roberts, and Peter Walter.